# Tom Everett Scott
Thomas Everett Scott (ur. 7 września 1970 w Brockton) – amerykański aktor filmowy i telewizyjny,  występował w roli perkusisty Guya Pattersona w filmie Szaleństwa młodości.

## Życiorys

### Wczesne lata
Przyszedł na świat w Brockton w stanie Massachusetts jako trzecie z czworga dzieci Cynthii „Cindy” (z domu Pierce), 
agentki ubezpieczeniowej, i Williama Josepha „Billa” Scotta, inżyniera. Jego rodzina była pochodzenia angielskiego, szkockiego, niemieckiego i irlandzkiego. Dorastał w East Bridgewater, w stanie Massachusetts. Dorabiał na renesansowym jarmarku w Rhode Island. W 1988 roku podjął studia na kierunku komunikacji na Uniwersytecie w Syracuse. Jednak jako student drugiego roku przeniósł się na wydział dramatu. Po obronie dyplomu, w 1992 wyjechał do Nowego Jorku. Wraz z trzema przyjaciółmi utworzył nowojorską grupę teatralną TheaterCo, której repertuar skupiał się na oryginalnych dziełach. Pracował jako kelner. Wziął udział w reklamie McDonald’s, a następnie w reklamach Coca Coli, Pepsi i Crest.

### Kariera
Debiutował w serialu NBC Prawo i porządek (Law & Order, 1993), a potem wystąpił w roli Matthew, najstarszego syna Grace Kelly, którego ona dała do adopcji w sitcomie ABC Grace w opałach (Grace Under Fire, 1995, 1997). Jego pierwszą rolą kinową był Guy Patterson, perkusista poprockowego zespołu lat 60. The Wonders w komediodramacie muzycznym Szaleństwa młodości (That Thing You Do!, 1996), będącym debiutem reżyserskim Toma Hanksa. W dramacie Rzeka krwi (River Red, 1998) zagrał postać Dave’a Holdena, który broniąc młodszego brata, zabija nieumyślnie swego ojca, alkoholika. W dramacie Jedyna prawdziwa rzecz (One True Thing, 1998) był synem nieuleczalnie chorej kobiety (Meryl Streep). W telewizyjnym dramacie Showtime Kto sieje wiatr (Inherit the Wind, 1999) u boku Jacka Lemmona pojawił się na rozprawie sądowej jako nauczyciel nauczania ewolucji.
W 1999 wystąpił jako Zip na sceniu Off-Broadwayu w satyrze The Country Club. Od 13 listopada 2006 do 18 lutego 2007 na Broadwayu w sztuce Mały pies śmiał się (The Little Dog Laughed) grał rolę Mitchella, zamkniętego gwiazdora filmowego, sypiającego z męską prostytutką (Johnny Galecki).

## Życie prywatne
13 grudnia 1997 poślubił Jenni Gallagher. Mają córkę Arly (ur. 6 czerwca 2000) i syna Finna (ur. 20 października 2004).

## Filmografia

### Filmy fabularne
- 1996: Szaleństwa młodości (That Thing You Do!) jako Guy Patterson
- 1997: Jeden psi dzień (One Dog Day)
- 1998: Rzeka krwi (River Red) jako Dave Holden
- 1998: Trup w akademiku (Dead Man on Campus) jako Josh
- 1998: Jedyna prawdziwa rzecz (One True Thing) jako Brian Gulden
- 1999: List miłosny (The Love Letter) jako Johnny
- 2000: Ryzyko (Boiler Room) jako Michael Brantley
- 2002: Wieczny student (Van Wilder: Party Liaison) jako Elliot Grebb
- 2006: Drużyna Buddy’ego (Air Buddies) jako Buddy (dubbing)
- 2007: A właśnie, że tak! (Because I Said So) jako Jason
- 2017: Dziennik cwaniaczka: Droga przez mękę (Diary of a Wimpy Kid: The Long Haul) jako Frank Heffley

### Filmy TV
- 1999: Kto sieje wiatr (Inherit the Wind) jako Bertram Cates
- 2004: Zwariowane święta Karrolla (Karroll’s Christmas) jako Allen Karroll
- 2014: Miłość znajdzie cię wszędzie (Love Finds You in Sugarcreek) jako Joe Matthews

### Seriale TV
- 1993: Prawo i porządek (Law & Order) jako Charles Wilson
- 1994: Szkolna przerwa specjalna (CBS Schoolbreak Special) – Miłość w mrocznych latach (Love in the Dark Ages) jako Matt Hansen
- 1995: Grace w opałach (Grace Under Fire) jako Matthew
- 1997: Grace w opałach (Grace Under Fire) jako Matthew
- 2002−2003: Ostry dyżur (ER) jako Eric Wyczenski
- 2003: Para nie do pary (Will & Grace) jako Alex
- 2004: Liga Sprawiedliwych (Justice League) jako Booster Gold
- 2008–2009: Prawo i porządek (Law & Order) jako gubernator Nowego Jorku Don Shalvoy
- 2009: Batman: Odważni i bezwzględni jako Booster Gold (głos)
- 2009–2013: Southland
- 2012: Świętoszki z Dallas (GCB) jako Andrew Remington
- 2014: Piękna i Bestia jako Sam Landon
- 2014: Z Nation jako Charles Garnet
- 2015: Sposób na morderstwo jako ks. Andrew Crawford
- 2015: Zabójcze umysły jako Greg Sullivan
- 2015–2016: Krzyk (Scream) jako Kevin Duval
- 2015–2016: Nastoletnia Maria Stuart jako William Cecil
- 2016: Elementary jako Henry Baskerville
- 2017–2019: Trzynaście powodów jako pan Down
- 2017–2019: Z góry przepraszam jako Mike Harris
- 2019: God Friended Me jako Paul Levine

### Gry wideo
- 2004: Call of Duty: Finest Hour